# Sardinas en lata

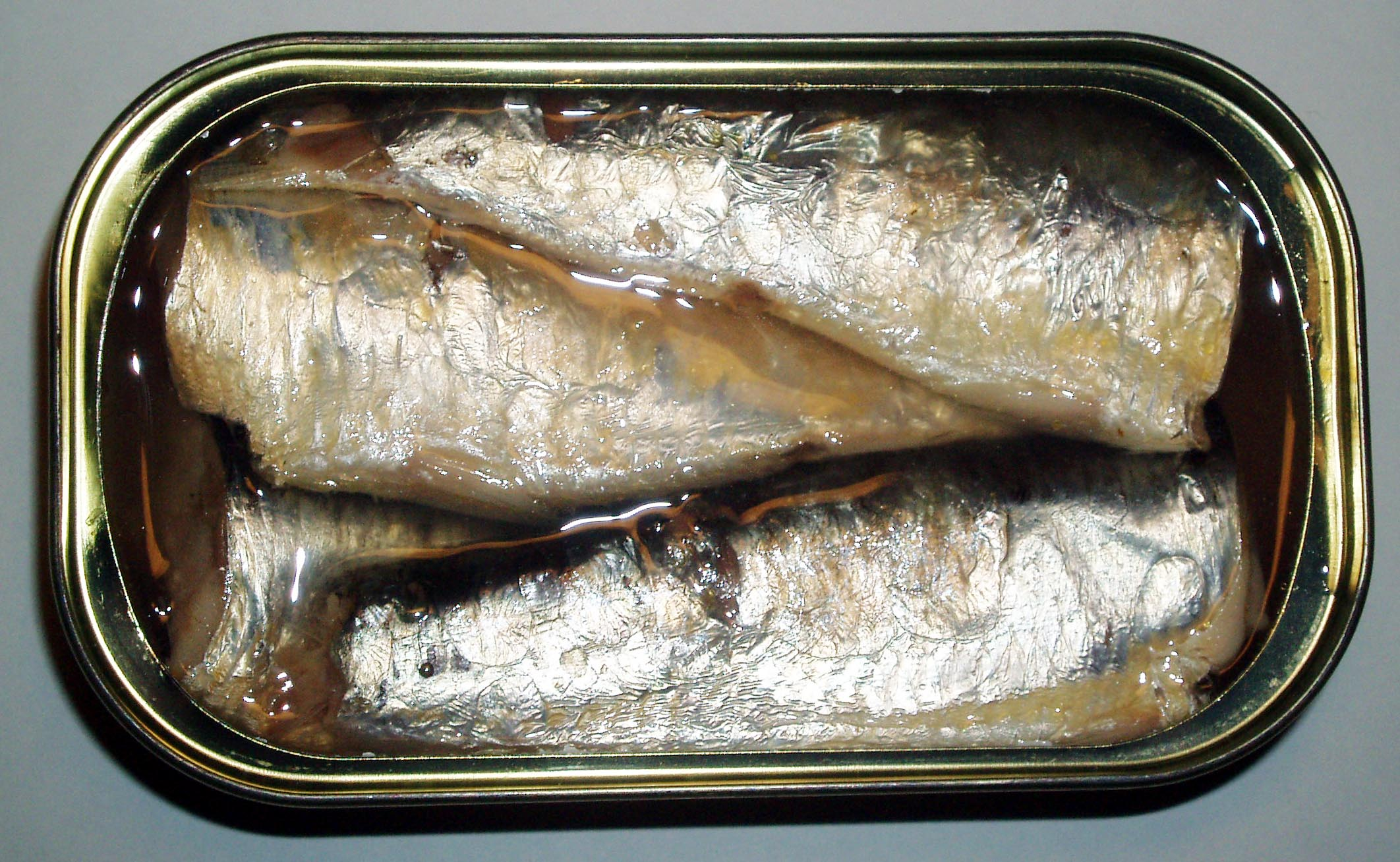
Lata de sardinas abierta mostrando su contenido.

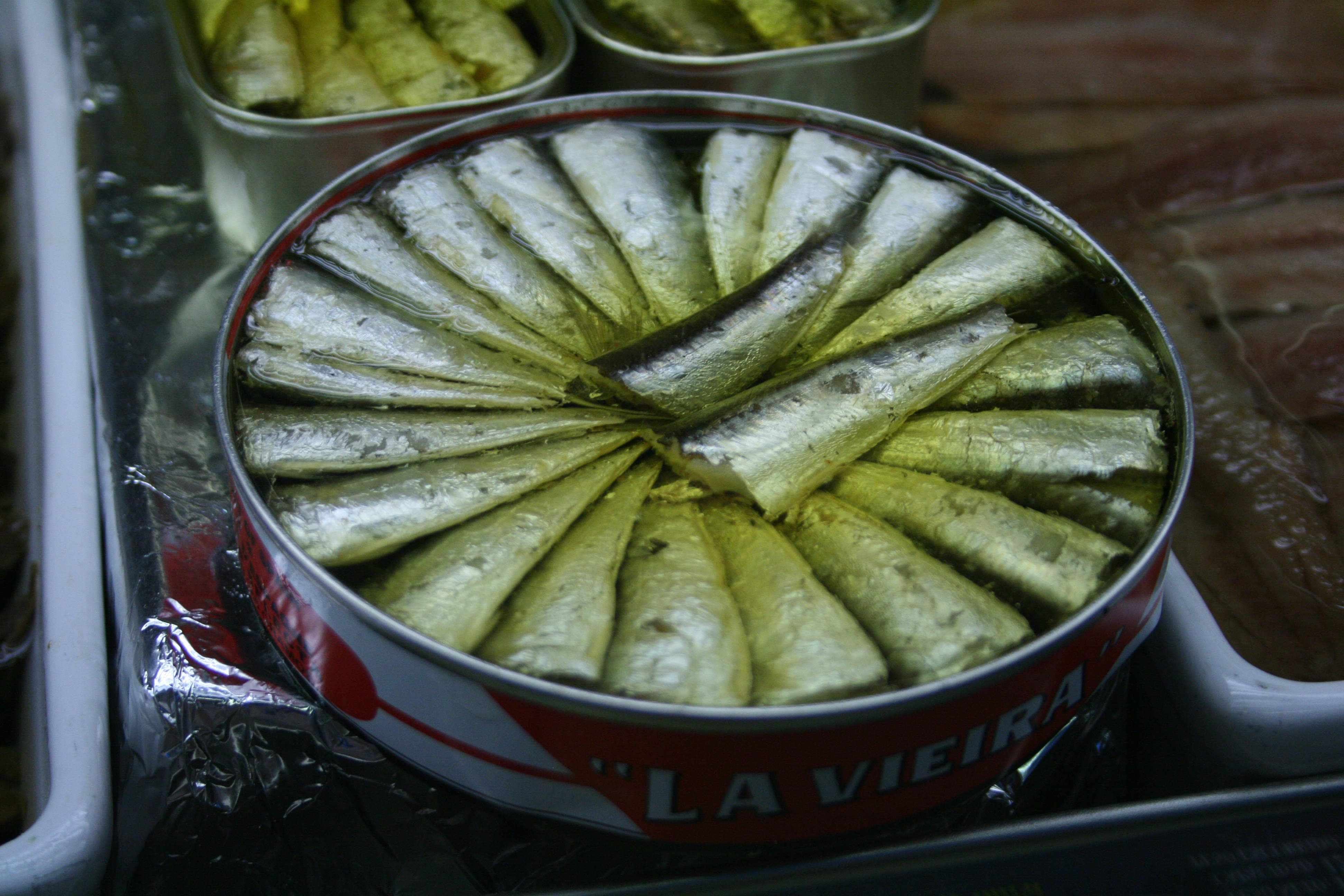
Sardinas en lata conservadas en aceite.

Una lata de sardinas es una conserva de sardinas (Sardina pilchardus) que suele hacerse en un medio de aceite vegetal o en un medio ácido: vinagre (escabeche), aunque existen versiones envasadas "al natural" con los jugos de la propia sardina. Se trata de un alimento graso y saludable abundante en aceites omega 3. Tienen la ventaja de no tener que ser limpiadas de sus espinas y de poder ser servidas rápidamente en una tapa, un aperitivo, el relleno de una empanada, trituradas y mezcladas con mayonesa o simplemente en forma de bocadillo (el popular "bocadillo de sardinas"). Existen versiones comercializadas de este producto conservadas en salsa de tomate, picantes, al limón, etc.

## Historia
El proceso de enlatado y conserva de este pez es antiguo pero su conserva en recipientes metálicos ya comenzó en el año 1895 mediante el ingeniero Frank E. Booth que vivía en Monterey, California, con el enlatado de sardinas del Pacífico (Sardinops caerulea) en latas de metal convenientemente selladas. En España, se describen procesos de conserva de sardinas desde el siglo XIX, con las primeras fábricas de producción masiva en Isla Cristina y Ayamonte en 1888, como respuesta a las previamente establecidas en Vila Real de Santo António (Portugal) para la conserva fundamentalmente de sardina (y atún).

## Características
Las sardinas enlatadas suelen contener más contenido calórico que las cocinadas frescas debido al aceite en el que se encuentra inmerso. Por esta razón las versiones en escabeche o al natural poseen menos calorías. Las sardinas envasadas suelen estar limpias de las tripas e interiores, no obstante poseen las espinas interiores que suelen ser comestibles. La sardina es rica en contenido de vitamina D. Su cantidad de purinas las hace desaconsejables en la dieta de aquellas personas que tienen hiperuricemia (exceso de ácido úrico en la sangre). El contenido de colesterol es relativamente elevado, aunque suele ser inferior al de algunas carnes o embutidos y es del tipo HDL (llamado colesterol "bueno"). 
Hoy en día se envasan con el método denominado abrefácil: método que permite abrir la conserva sin necesidad de abrelatas. Las conservas suelen tener diversas piezas que rondan aproximadamente desde los 10 gramos (pequeñas) hasta los 30 gramos (grandes) la pieza. Las piezas servidas en lata están por regla general descabezadas.